# تومیسابورو واکایاما
تومیسابورو واکایاما (انگلیسی: Tomisaburo Wakayama; ۱ سپتامبر ۱۹۲۹ – ۲ آوریل ۱۹۹۲) یک هنرپیشه، جودوکار، و خواننده اهل ژاپن بود. وی بین سال‌های ۱۹۵۵ تا ۱۹۹۱ میلادی فعالیت می‌کرد.
از فیلم‌ها یا برنامه‌های تلویزیونی که وی در آن نقش داشته‌است می‌توان به باران سیاه اشاره کرد.